# 照燒
照燒（日语：／ Teriyaki）是日本料理的烹飪方法。於食材上塗抹以醬油為基底，混合糖、味醂、蒜頭、薑與清酒等做出的醬料後調理。沾醬中的糖分使料理會反射光芒，故稱作照燒。

## 料理
在日本，照燒传统上用於魚肉（如鰻魚、金槍魚、竹莢魚）；在美國則演變成用於雞肉，或牛肉或豬肉等，並傳回日本。另近年市面上也有販售已調製好、專門用來照燒的醬汁，一般稱為「照燒醬」（照り焼きのタレ）。

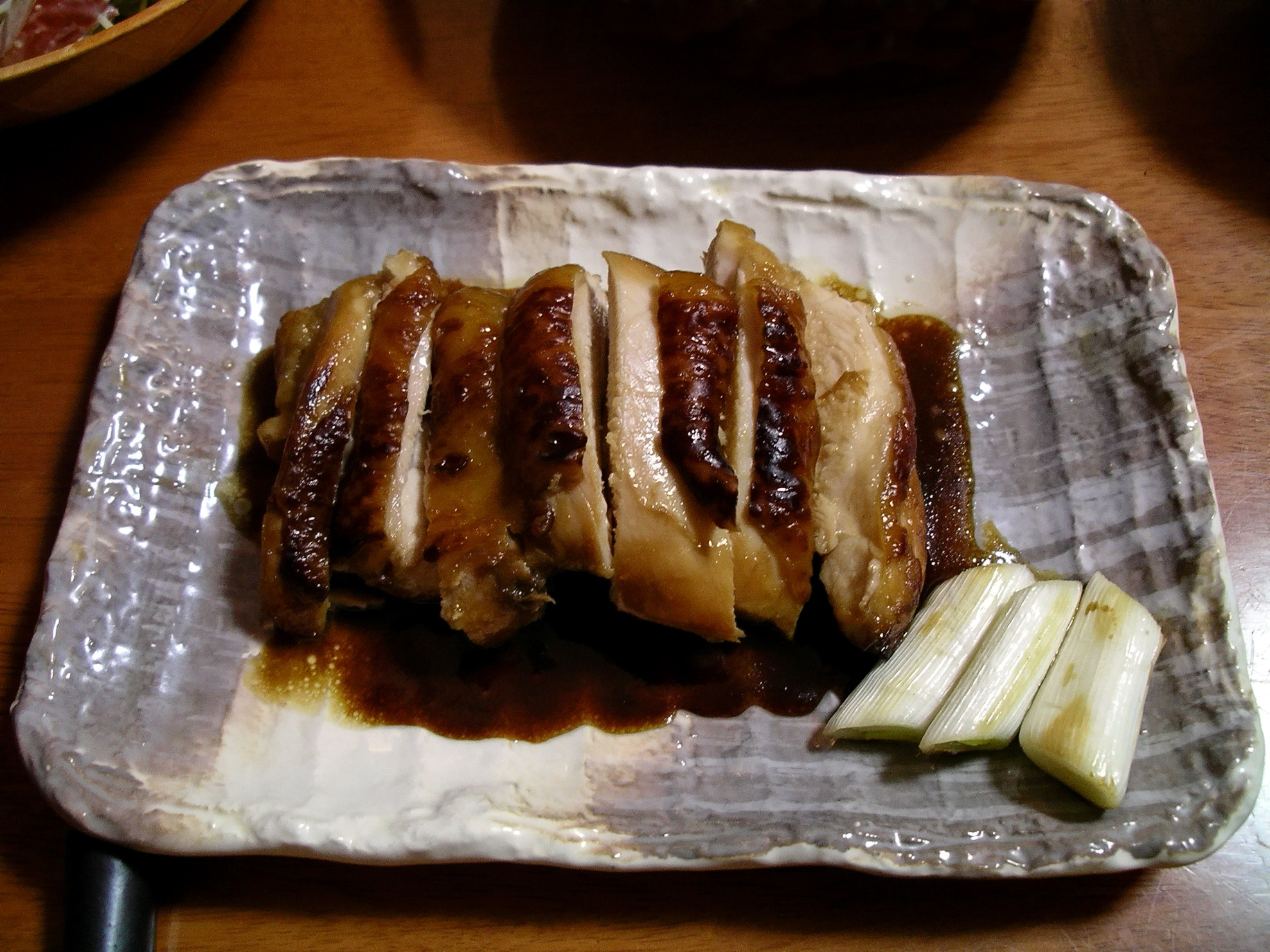
照燒雞肉
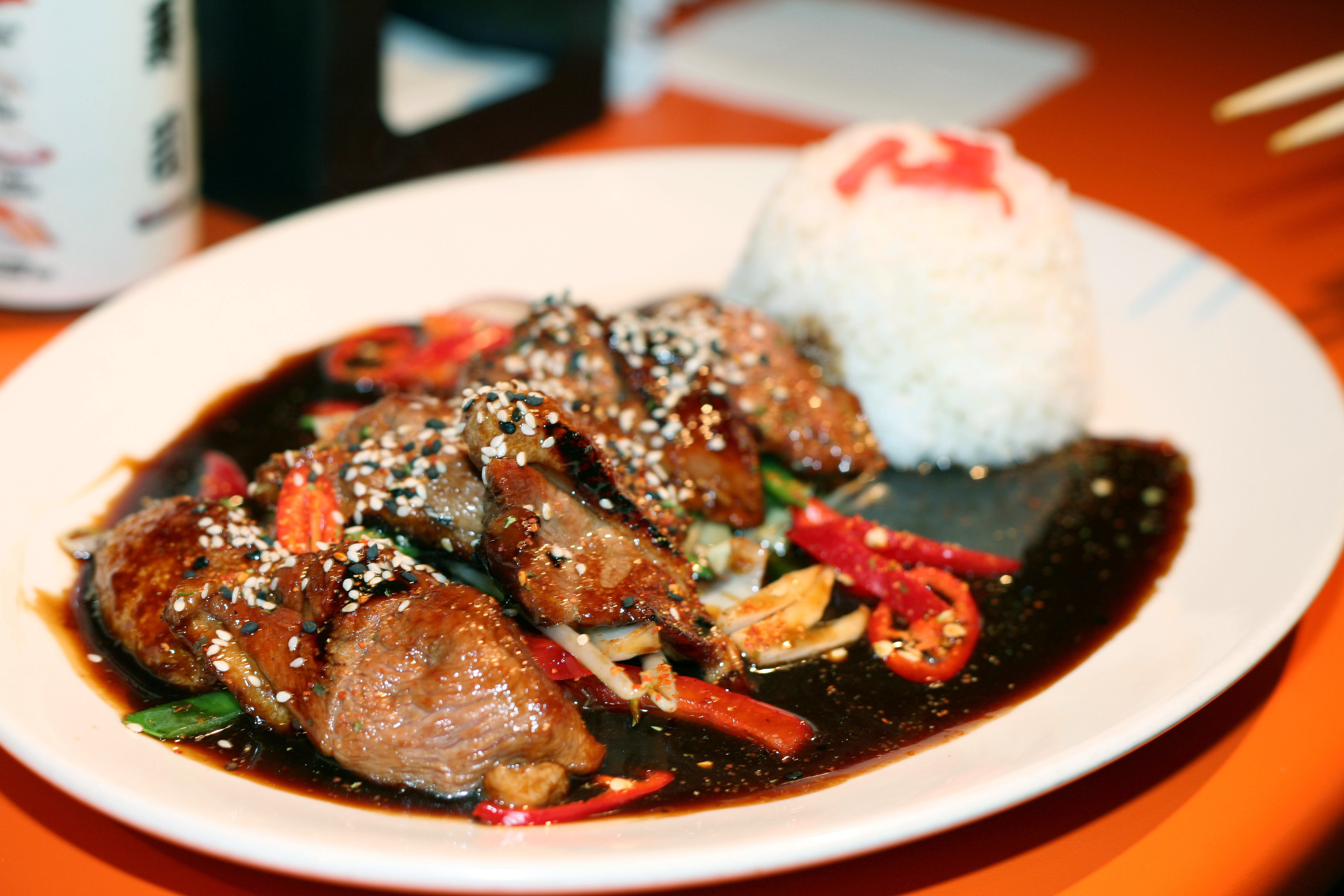
照燒鴨肉
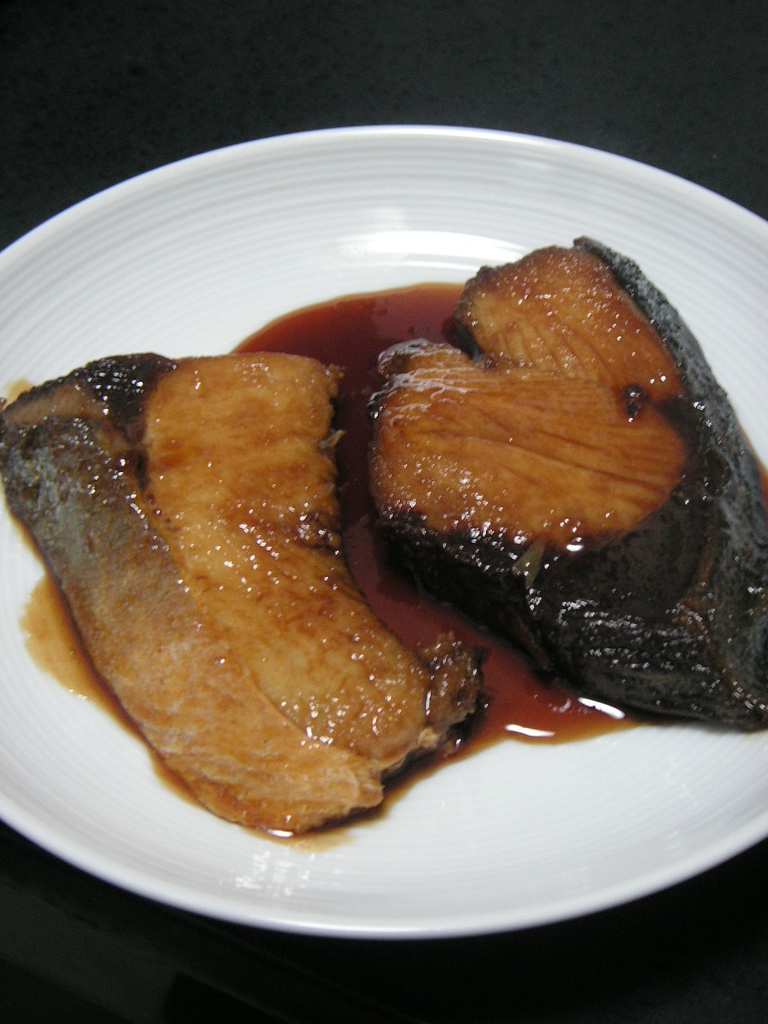
照燒鰤魚
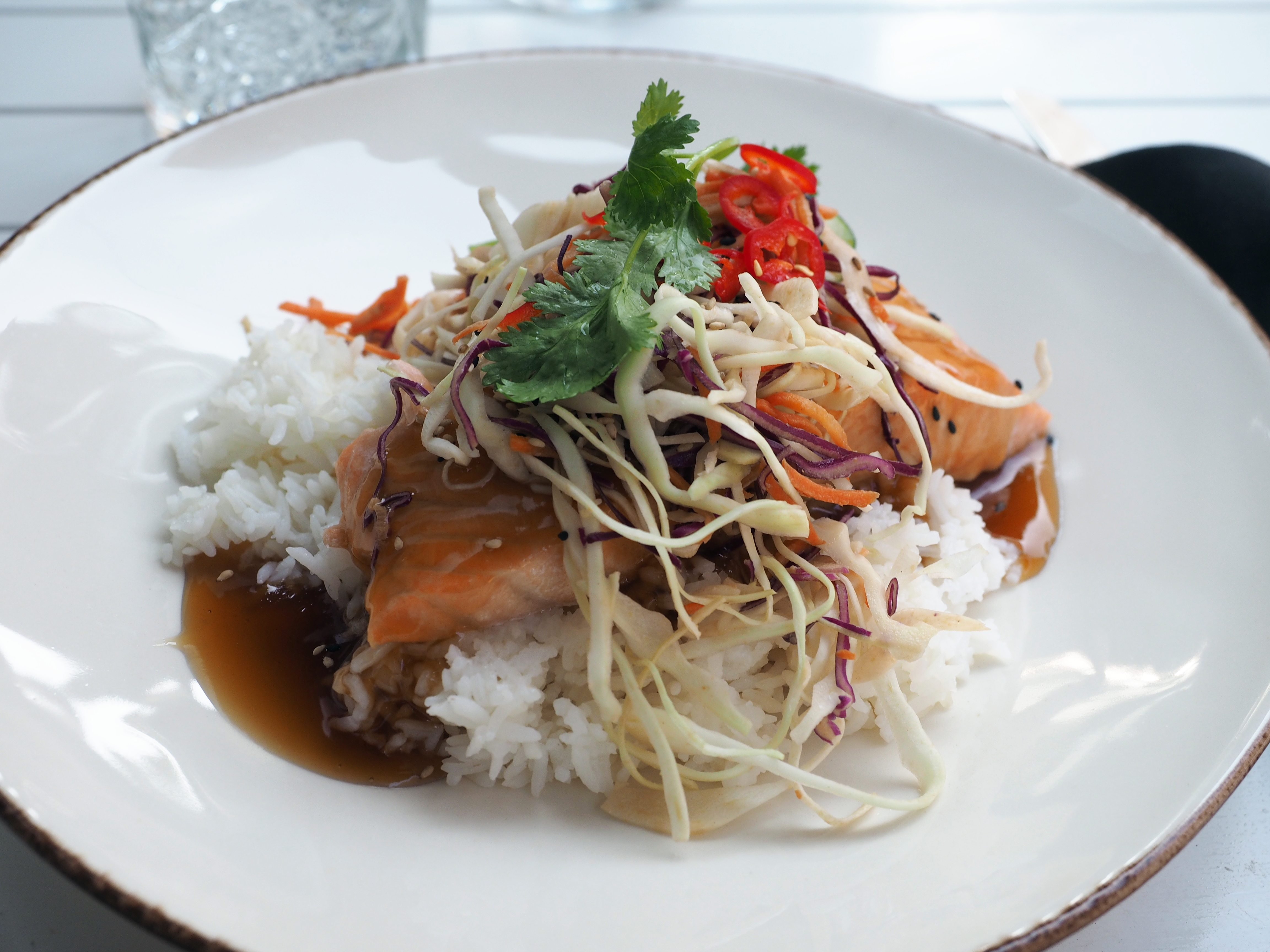
照燒三文魚
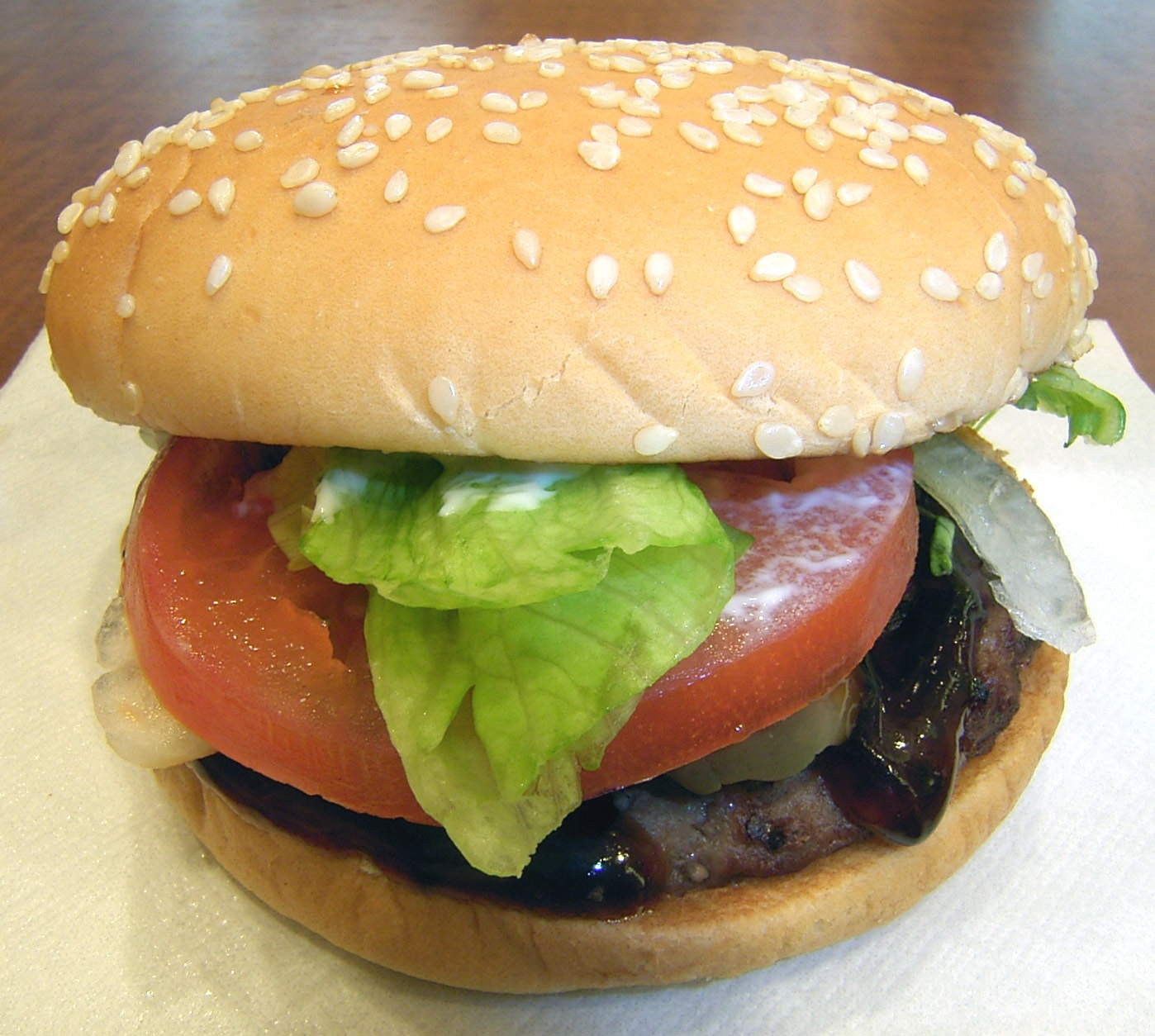
照燒牛肉漢堡包

## 日本以外的發展

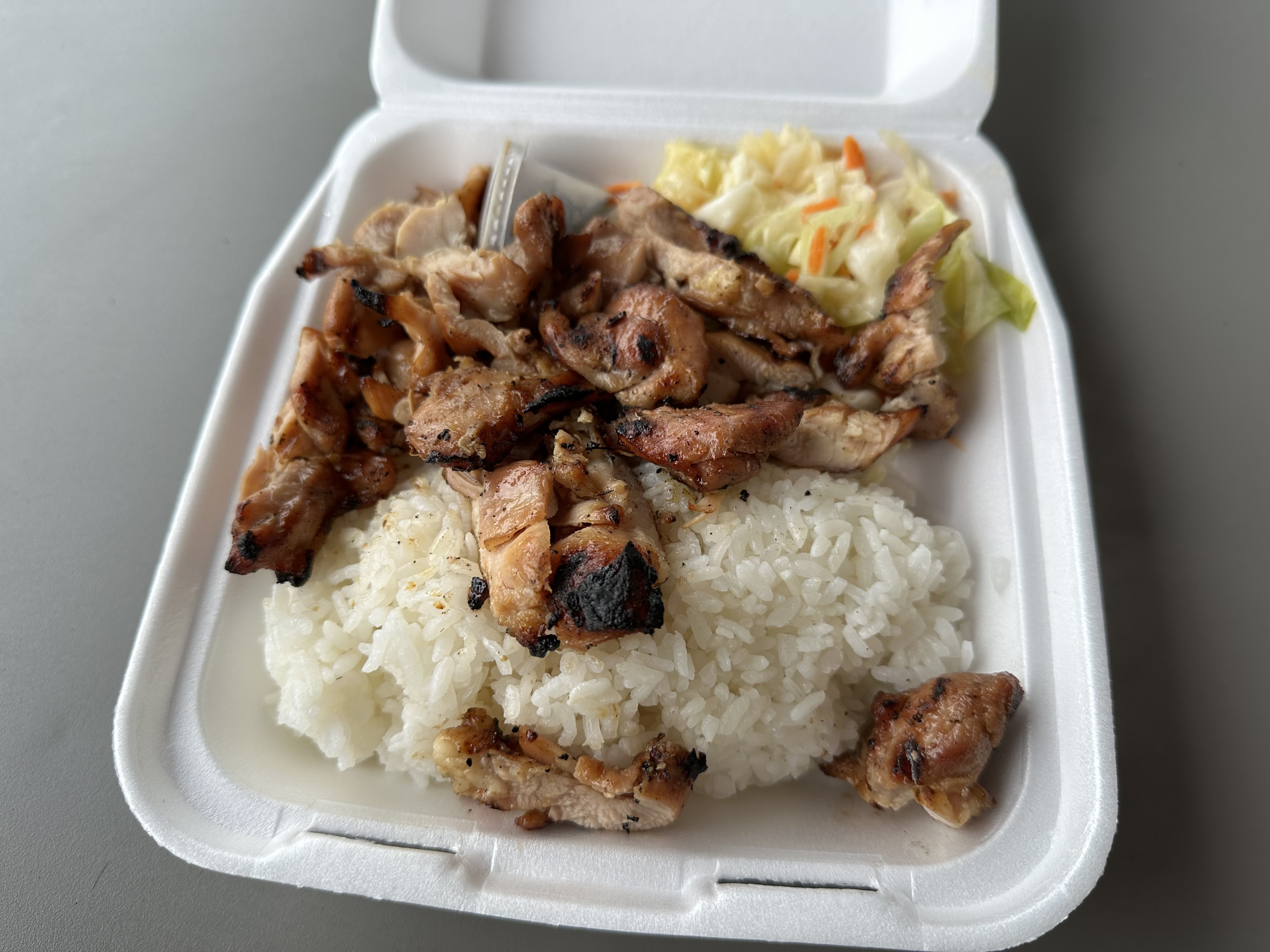
美国西雅图的一份照烧鸡肉，搭配浇盖照烧酱汁的米饭和涼拌捲心菜

據說現在常見的甜味照燒是美国西雅图的韩裔美国人与华裔美国人的发明。相比日本的照烧，美式照烧的酱料更甜，且往往特指一道特定菜肴（烤鸡肉或烤牛肉搭配浇盖照烧酱汁的米饭）。